# Yayoi Kobayashi
Yayoi Kobayashi (小林 弥生?, Kobayashi Yayoi; Tokyo, 18 settembre 1981) è un'ex calciatrice giapponese di ruolo centrocampista.

## Carriera

### Nazionale
Il 24 marzo 1999, Kobayashi è convocata nella Nazionale maggiore in occasione di una partita contro Francia. Kobayashi ha disputato anche il Mondiale 1999, Mondiale 2003 e torneo olimpico 2004. In tutto, Kobayashi ha giocato 54 partite con la Nazionale nipponica riuscendo a segnare 12 gol.

## Statistiche

### Cronologia presenze e reti in nazionale
| Cronologia completa delle presenze e delle reti in nazionale ― Giappone | Cronologia completa delle presenze e delle reti in nazionale ― Giappone | Cronologia completa delle presenze e delle reti in nazionale ― Giappone | Cronologia completa delle presenze e delle reti in nazionale ― Giappone | Cronologia completa delle presenze e delle reti in nazionale ― Giappone | Cronologia completa delle presenze e delle reti in nazionale ― Giappone | Cronologia completa delle presenze e delle reti in nazionale ― Giappone | Cronologia completa delle presenze e delle reti in nazionale ― Giappone |
| Data                                                                    | Città                                                                   | In casa                                                                 | Risultato                                                               | Ospiti                                                                  | Competizione                                                            | Reti                                                                    | Note                                                                    |
| ----------------------------------------------------------------------- | ----------------------------------------------------------------------- | ----------------------------------------------------------------------- | ----------------------------------------------------------------------- | ----------------------------------------------------------------------- | ----------------------------------------------------------------------- | ----------------------------------------------------------------------- | ----------------------------------------------------------------------- |
| 24-3-1999                                                               | San Quintino                                                            | Francia                                                                 | 0 – 1                                                                   | Giappone                                                                | Amichevole                                                              | 1                                                                       |                                                                         |
| 29-4-1999                                                               | Charlotte                                                               | Stati Uniti                                                             | 9 – 0                                                                   | Giappone                                                                | Amichevole                                                              | -                                                                       |                                                                         |
| 2-5-1999                                                                | Stati Uniti d'America                                                   | Stati Uniti                                                             | 7 – 0                                                                   | Giappone                                                                | Amichevole                                                              | -                                                                       |                                                                         |
| 30-5-1999                                                               | Kyoto                                                                   | Giappone                                                                | 1 – 1                                                                   | Corea del Sud                                                           | Coppa Kirin                                                             | -                                                                       |                                                                         |
| 3-6-1999                                                                | Tokyo                                                                   | Giappone                                                                | 3 – 2                                                                   | Corea del Sud                                                           | Coppa Kirin                                                             | 1                                                                       |                                                                         |
| 19-6-1999                                                               | San Jose                                                                | Giappone                                                                | 1 – 1                                                                   | Canada                                                                  | Mondiali 1999                                                           | -                                                                       |                                                                         |
| 23-6-1999                                                               | Portland                                                                | Giappone                                                                | 0 – 5                                                                   | Russia                                                                  | Mondiali 1999                                                           | -                                                                       |                                                                         |
| 26-6-1999                                                               | Chicago                                                                 | Giappone                                                                | 0 – 4                                                                   | Norvegia                                                                | Mondiali 1999                                                           | -                                                                       |                                                                         |
| 17-12-2000                                                              | Phoenix                                                                 | Stati Uniti                                                             | 1 – 1                                                                   | Giappone                                                                | Amichevole                                                              | -                                                                       |                                                                         |
| 16-3-2001                                                               | Taipei                                                                  | Taipei cinese                                                           | 0 – 2                                                                   | Giappone                                                                | Amichevole                                                              | -                                                                       |                                                                         |
| 3-8-2001                                                                | Ulsan                                                                   | Corea del Sud                                                           | 1 – 1                                                                   | Giappone                                                                | Tournament of 4 Nations                                                 | 1                                                                       |                                                                         |
| 5-8-2001                                                                | Gangneung                                                               | Giappone                                                                | 2 – 2                                                                   | Cina                                                                    | Tournament of 4 Nations                                                 | -                                                                       |                                                                         |
| 8-8-2001                                                                | Suwon                                                                   | Giappone                                                                | 1 – 1                                                                   | Brasile                                                                 | Tournament of 4 Nations                                                 | -                                                                       |                                                                         |
| 7-9-2001                                                                | Chicago                                                                 | Giappone                                                                | 0 – 1                                                                   | Germania                                                                | Nike Cup                                                                | -                                                                       |                                                                         |
| 9-9-2001                                                                | Chicago                                                                 | Giappone                                                                | 0 – 3                                                                   | Cina                                                                    | Nike Cup                                                                | -                                                                       |                                                                         |
| 4-12-2001                                                               | Taipei                                                                  | Giappone                                                                | 14 – 0                                                                  | Singapore                                                               | Coppa d'Asia 2001                                                       | -                                                                       |                                                                         |
| 8-12-2001                                                               | Taipei                                                                  | Giappone                                                                | 11 – 0                                                                  | Guam                                                                    | Coppa d'Asia 2001                                                       | -                                                                       |                                                                         |
| 10-12-2001                                                              | Taipei                                                                  | Giappone                                                                | 0 – 1                                                                   | Corea del Nord                                                          | Coppa d'Asia 2001                                                       | -                                                                       |                                                                         |
| 12-12-2001                                                              | Taipei                                                                  | Giappone                                                                | 3 – 1                                                                   | Vietnam                                                                 | Coppa d'Asia 2001                                                       | -                                                                       |                                                                         |
| 14-12-2001                                                              | Taipei                                                                  | Giappone                                                                | 2 – 1                                                                   | Corea del Sud                                                           | Coppa d'Asia 2001                                                       | 1                                                                       |                                                                         |
| 16-12-2001                                                              | Taipei                                                                  | Giappone                                                                | 0 – 2                                                                   | Corea del Nord                                                          | Coppa d'Asia 2001                                                       | -                                                                       |                                                                         |
| 3-4-2002                                                                | Poitiers                                                                | Francia                                                                 | 1 – 0                                                                   | Giappone                                                                | Tournament of 4 Nations                                                 | -                                                                       |                                                                         |
| 6-4-2002                                                                | Poitiers                                                                | Giappone                                                                | 1 – 1                                                                   | Australia                                                               | Tournament of 4 Nations                                                 | -                                                                       |                                                                         |
| 9-4-2002                                                                | Poitiers                                                                | Giappone                                                                | 3 – 2                                                                   | Canada                                                                  | Tournament of 4 Nations                                                 | -                                                                       |                                                                         |
| 27-8-2002                                                               | Wuhan                                                                   | Cina                                                                    | 4 – 0                                                                   | Giappone                                                                | Tournament of 4 Nations                                                 | -                                                                       |                                                                         |
| 29-8-2002                                                               | Wuhan                                                                   | Giappone                                                                | 0 – 1                                                                   | Russia                                                                  | Tournament of 4 Nations                                                 | -                                                                       |                                                                         |
| 31-8-2002                                                               | Wuhan                                                                   | Giappone                                                                | 0 – 0                                                                   | Corea del Sud                                                           | Tournament of 4 Nations                                                 | -                                                                       |                                                                         |
| 2-10-2002                                                               | Pusan                                                                   | Giappone                                                                | 0 – 1                                                                   | Corea del Nord                                                          | Giochi asiatici                                                         | -                                                                       |                                                                         |
| 4-10-2002                                                               | Changwon                                                                | Giappone                                                                | 3 – 0                                                                   | Vietnam                                                                 | Giochi asiatici                                                         | -                                                                       |                                                                         |
| 7-10-2002                                                               | Masan                                                                   | Corea del Sud                                                           | 0 – 1                                                                   | Giappone                                                                | Giochi asiatici                                                         | -                                                                       |                                                                         |
| 9-10-2002                                                               | Changwon                                                                | Giappone                                                                | 2 – 2                                                                   | Cina                                                                    | Giochi asiatici                                                         | -                                                                       |                                                                         |
| 11-10-2002                                                              | Masan                                                                   | Giappone                                                                | 2 – 0                                                                   | Taipei cinese                                                           | Giochi asiatici                                                         | 1                                                                       |                                                                         |
| 12-1-2003                                                               | San Diego                                                               | Giappone                                                                | 0 – 0                                                                   | Stati Uniti                                                             | Amichevole                                                              | -                                                                       |                                                                         |
| 9-6-2003                                                                | Bangkok                                                                 | Giappone                                                                | 15 – 0                                                                  | Filippine                                                               | Coppa d'Asia 2003                                                       | 2                                                                       |                                                                         |
| 11-6-2003                                                               | Bangkok                                                                 | Giappone                                                                | 7 – 0                                                                   | Guam                                                                    | Coppa d'Asia 2003                                                       | -                                                                       |                                                                         |
| 13-6-2003                                                               | Bangkok                                                                 | Giappone                                                                | 7 – 0                                                                   | Birmania                                                                | Coppa d'Asia 2003                                                       | 2                                                                       |                                                                         |
| 15-6-2003                                                               | Bangkok                                                                 | Giappone                                                                | 5 – 0                                                                   | Taipei cinese                                                           | Coppa d'Asia 2003                                                       | 1                                                                       |                                                                         |
| 19-6-2003                                                               | Bangkok                                                                 | Giappone                                                                | 0 – 3                                                                   | Corea del Nord                                                          | Coppa d'Asia 2003                                                       | -                                                                       |                                                                         |
| 21-6-2003                                                               | Bangkok                                                                 | Giappone                                                                | 0 – 1                                                                   | Corea del Sud                                                           | Coppa d'Asia 2003                                                       | -                                                                       |                                                                         |
| 5-7-2003                                                                | Città del Messico                                                       | Giappone                                                                | 2 – 2                                                                   | Messico                                                                 | Qual. Mondiali 2003                                                     | 1                                                                       |                                                                         |
| 12-7-2003                                                               | Tokyo                                                                   | Giappone                                                                | 2 – 0                                                                   | Messico                                                                 | Qual. Mondiali 2003                                                     | -                                                                       |                                                                         |
| 22-7-2003                                                               | Sendai                                                                  | Giappone                                                                | 5 – 0                                                                   | Corea del Sud                                                           | Tournament of 3 Nations                                                 | -                                                                       |                                                                         |
| 27-7-2003                                                               | Sendai                                                                  | Giappone                                                                | 0 – 0                                                                   | Australia                                                               | Tournament of 3 Nations                                                 | -                                                                       |                                                                         |
| 21-9-2003                                                               | Columbus                                                                | Giappone                                                                | 6 – 0                                                                   | Argentina                                                               | Mondiali 2003                                                           | -                                                                       |                                                                         |
| 25-9-2003                                                               | Columbus                                                                | Giappone                                                                | 0 – 3                                                                   | Germania                                                                | Mondiali 2003                                                           | -                                                                       |                                                                         |
| 27-9-2003                                                               | Boston                                                                  | Giappone                                                                | 1 – 3                                                                   | Canada                                                                  | Mondiali 2003                                                           | -                                                                       |                                                                         |
| 18-4-2004                                                               | Tokyo                                                                   | Giappone                                                                | 7 – 0                                                                   | Vietnam                                                                 | Qual. Olimpiadi                                                         | -                                                                       |                                                                         |
| 22-4-2004                                                               | Tokyo                                                                   | Giappone                                                                | 6 – 0                                                                   | Thailandia                                                              | Qual. Olimpiadi                                                         | 1                                                                       |                                                                         |
| 26-4-2004                                                               | Hiroshima                                                               | Giappone                                                                | 0 – 1                                                                   | Cina                                                                    | Qual. Olimpiadi                                                         | -                                                                       |                                                                         |
| 6-6-2004                                                                | Louisville                                                              | Giappone                                                                | 1 – 1                                                                   | Stati Uniti                                                             | Amichevole                                                              | -                                                                       |                                                                         |
| 30-7-2004                                                               | Tokyo                                                                   | Giappone                                                                | 3 – 0                                                                   | Canada                                                                  | Amichevole                                                              | -                                                                       |                                                                         |
| 6-8-2004                                                                | Zeist                                                                   | Giappone                                                                | 2 – 0                                                                   | Paesi Bassi                                                             | Amichevole                                                              | -                                                                       |                                                                         |
| 11-8-2004                                                               | Volo                                                                    | Giappone                                                                | 1 – 0                                                                   | Svezia                                                                  | Olimpiadi 2004                                                          | -                                                                       |                                                                         |
| 14-8-2004                                                               | Atene                                                                   | Giappone                                                                | 0 – 1                                                                   | Nigeria                                                                 | Olimpiadi 2004                                                          | -                                                                       |                                                                         |
| Totale                                                                  |                                                                         | Presenze                                                                | 54                                                                      |                                                                         | Reti                                                                    | 12                                                                      |                                                                         |